# Llista de topònims de Sant Adrià de Besòs
Llista de topònims (noms propis de lloc) del municipi de Sant Adrià de Besòs, al Barcelonès
Informació actualitzada per un bot. Els canvis manuals es perdran quan s'actualitzi!

## arbre singular
| imatge | Nom                                         | Ubicat a            | instància de   | Detalls                                         | coordenades | Protecció | Commons (més fotos)               | Dades a WD                    |
| ------ | ------------------------------------------- | ------------------- | -------------- | ----------------------------------------------- | --- | --------- | --------------------------------- | ----------------------------- |
|        | Eucaliptus del Passeig de la Pollancreda    | Sant Adrià de Besòs | arbre singular | Taxon: eucaliptus blau (Eucalyptus globulus)    | 41° 25′ 57″ N, 2° 12′ 49″ E / 41.4324372°N,2.2136968°E ca:Sant Adrià Nord - Plaça Andreu Molins i Parc de la Pollancreda |           |                                   | Modifica les dades a Wikidata |
|        | Plataners de la carretera de Mataró         | Sant Adrià de Besòs | arbre singular | Taxon: plàtan (Platanus ×hispanica)             | 41° 25′ 36″ N, 2° 12′ 42″ E / 41.42662°N,2.21177°E ca:La Catalana - Carretera de Mataró                                  |           | Plàtans de la carretera de Mataró | Modifica les dades a Wikidata |
|        | Robínies de la plaça de Joan Rovira i Costa | Sant Adrià de Besòs | arbre singular | 1988 Taxon: acàcia borda (Robinia pseudoacacia) | 41° 26′ 02″ N, 2° 12′ 50″ E / 41.43393°N,2.21376°E ca:Sant Adrià Nord - Plaça de Joan Rovira i Costa                     |           |                                   | Modifica les dades a Wikidata |

## carrer
| imatge | Nom                                  | Ubicat a            | instància de | Detalls            | coordenades                                                                                            | Protecció | Commons (més fotos) | Dades a WD                    |
| ------ | ------------------------------------ | ------------------- | ------------ | ------------------ | --- | --------- | ------------------- | ----------------------------- |
|        | Antiga Carretera de Mataró; Camí Ral | Sant Adrià de Besòs | carrer       |                    | 41° 25′ 38″ N, 2° 12′ 43″ E / 41.42722°N,2.21191°E ca:Sant Adrià Nord - Carretera de Mataró            |           |                     | Modifica les dades a Wikidata |
|        | Carrer Major                         | Sant Adrià de Besòs | carrer       | Estil: noucentisme | 41° 26′ 01″ N, 2° 12′ 56″ E / 41.4334869°N,2.2154778°E ca:Sant Adrià Nord - Carrer Major               |           |                     | Modifica les dades a Wikidata |
|        | camí de Can Viudet                   | Sant Adrià de Besòs | carrer       | 19th century       | 41° 25′ 52″ N, 2° 13′ 49″ E / 41.4311733°N,2.2302984°E ca:Sant Joan Baptista - Sant Adrià de Besòs     |           | Camí de Can Viudet  | Modifica les dades a Wikidata |
|        | camí de la Verneda                   | Sant Adrià de Besòs | carrer       | 19th century       | 41° 25′ 31″ N, 2° 12′ 26″ E / 41.4252154°N,2.2072139°E ca:La Verneda i La Mina - Sant Adrià de Besòs   |           |                     | Modifica les dades a Wikidata |
|        | carrer de Nebot                      | Sant Adrià de Besòs | carrer       | 19th century       | 41° 26′ 03″ N, 2° 12′ 51″ E / 41.43419°N,2.21403°E ca:Sant Adrià Nord - Carrer del Nebot               |           |                     | Modifica les dades a Wikidata |
|        | carrer de Sant Bonaventura           | Sant Adrià de Besòs | carrer       |                    | 41° 26′ 03″ N, 2° 12′ 54″ E / 41.4340625°N,2.2148857°E ca:Sant Adrià Nord - Carrer de Sant Bonaventura |           |                     | Modifica les dades a Wikidata |
|        | carrer de Sant Isidre                | Sant Adrià de Besòs | carrer       | 19th century       | 41° 26′ 03″ N, 2° 12′ 50″ E / 41.43415°N,2.21381°E ca:Sant Adrià Nord - Carrer de Sant Isidre          |           |                     | Modifica les dades a Wikidata |
|        | carrer de l'Església                 | Sant Adrià de Besòs | carrer       | 20th century       | 41° 25′ 59″ N, 2° 12′ 54″ E / 41.4329459°N,2.2151345°E ca:Sant Adrià Nord - Carrer Església            |           |                     | Modifica les dades a Wikidata |
|        | carrer de l'Orella                   | Sant Adrià de Besòs | carrer       | 19th century       | 41° 26′ 04″ N, 2° 12′ 51″ E / 41.4344°N,2.21404°E ca:Sant Adrià Nord - Carrer de l'Orella              |           |                     | Modifica les dades a Wikidata |

## casa
| imatge | Nom                                        | Ubicat a            | instància de | Detalls                            | coordenades                                                                                                  | Protecció                   | Commons (més fotos)                    | Dades a WD                    |
| ------ | ------------------------------------------ | ------------------- | ------------ | ---------------------------------- | --- | --------------------------- | -------------------------------------- | ----------------------------- |
|        | Cal Agustench                              | Sant Adrià de Besòs | casa         | 18th century                       | 41° 26′ 03″ N, 2° 12′ 49″ E / 41.43421°N,2.21362°E ca:Sant Adrià Nord - Carrer de Sant Isidre, 1             |                             |                                        | Modifica les dades a Wikidata |
|        | Can Freixenet                              | Sant Adrià de Besòs | casa         | Estil: arquitectura eclèctica 1933 | 41° 25′ 53″ N, 2° 13′ 05″ E / 41.4312768°N,2.218105°E ca:Sant Adrià Nord - Avinguda de Catalunya, 53         |                             |                                        | Modifica les dades a Wikidata |
|        | Can Royo                                   | Sant Adrià de Besòs | casa         | 19th century                       | 41° 26′ 02″ N, 2° 12′ 53″ E / 41.4339775°N,2.2148328°E ca:Sant Adrià Nord - Carrer Major, 14                 |                             |                                        | Modifica les dades a Wikidata |
|        | Casal de la Dona                           | Sant Adrià de Besòs | casa         | 20th century                       | 41° 26′ 03″ N, 2° 12′ 52″ E / 41.434104°N,2.214497°E ca:Plaça de l'Església, 13                              | bé cultural d'interès local | Casal de la Dona (Sant Adrià de Besòs) | Modifica les dades a Wikidata |
|        | Cases Avinguda Catalunya, 12-18            | Sant Adrià de Besòs | casa         | 20th century                       | 41° 25′ 55″ N, 2° 12′ 59″ E / 41.43195°N,2.21631°E ca:Sant Joan Baptista - Avinguda Catalunya, 12-16         |                             |                                        | Modifica les dades a Wikidata |
|        | Cases Avinguda Catalunya, 24-32            | Sant Adrià de Besòs | casa         | 20th century                       | 41° 25′ 54″ N, 2° 13′ 01″ E / 41.43164°N,2.21685°E ca:Avinguda Catalunya, 24-32                              |                             |                                        | Modifica les dades a Wikidata |
|        | Cases Avinguda Catalunya, 3-5-7            | Sant Adrià de Besòs | casa         | 20th century                       | 41° 25′ 56″ N, 2° 12′ 58″ E / 41.43227°N,2.21624°E ca:Sant Joan Baptista - Avinguda Catalunya, 3-5-7         |                             |                                        | Modifica les dades a Wikidata |
|        | Cases Avinguda Catalunya, 38-42            | Sant Adrià de Besòs | casa         | Estil: noucentisme 20th century    | 41° 25′ 53″ N, 2° 13′ 02″ E / 41.43137°N,2.21735°E ca:Sant Adrià Nord - Avinguda Catalunya, 38-42            |                             |                                        | Modifica les dades a Wikidata |
|        | casa del carrer de l'Església, 16-18       | Sant Adrià de Besòs | casa         | Estil: noucentisme 20th century    | 41° 25′ 59″ N, 2° 12′ 55″ E / 41.43308°N,2.21518°E ca:Sant Adrià Nord - Carrer Església, 16-18               |                             |                                        | Modifica les dades a Wikidata |
|        | casa del carrer de la Torrassa, núm. 28-30 | Sant Adrià de Besòs | casa         | 1920                               | 41° 25′ 35″ N, 2° 13′ 33″ E / 41.42635°N,2.22572°E ca:Sant Joan Baptista - Carrer de la Torrassa, núm. 28-30 |                             | La Torrassa, 28-30                     | Modifica les dades a Wikidata |
|        | casa núm. 40 del carrer d'Andreu Vidal     | Sant Adrià de Besòs | casa         | 20th century                       | 41° 26′ 01″ N, 2° 12′ 49″ E / 41.43366°N,2.21356°E ca:Sant Adrià Nord - Carrer d'Andreu Vidal, 40            |                             |                                        | Modifica les dades a Wikidata |

## central tèrmica
| imatge | Nom                                    | Ubicat a                     | instància de                        | Detalls                                                                                  | coordenades                                                                                        | Protecció                   | Commons (més fotos)                    | Dades a WD                    |
| ------ | -------------------------------------- | ---------------------------- | ----------------------------------- | ---------------------------------------------------------------------------------------- | -------------------------------------------------------------------------------------------------- | --------------------------- | -------------------------------------- | ----------------------------- |
|        | Central tèrmica de La Catalana         | Sant Adrià de Besòs          | central tèrmica                     | 1915 Estat: enderrocat o destruït Anomenat per: Companyia Catalana de Gas i Electricitat | |                             |                                        | Modifica les dades a Wikidata |
|        | Central tèrmica de Sant Adrià de Besòs | Sant Adrià de Besòs Badalona | central tèrmica xemeneia de fàbrica | 1970s                                                                                    | 41° 25′ 36″ N, 2° 14′ 05″ E / 41.42669444444444°N,2.234722222222222°E ca:Av. Eduard Maristany, 106 | bé cultural d'interès local | Central tèrmica de Sant Adrià de Besòs | Modifica les dades a Wikidata |
|        | Central tèrmica del Besòs              | Sant Adrià de Besòs          | central tèrmica                     |                                                                                          | |                             | Central tèrmica del Besòs              | Modifica les dades a Wikidata |
|        | Central tèrmica del Besòs 5            | Sant Adrià de Besòs          | central tèrmica cicle combinat      | 2008                                                                                     | 41° 25′ 06″ N, 2° 13′ 43″ E / 41.41833333°N,2.22861111°E                                           |                             |                                        | Modifica les dades a Wikidata |
|        | central del cicle combinat del Besòs   | Sant Adrià de Besòs          | central tèrmica cicle combinat      | 2000                                                                                     | 41° 25′ 10″ N, 2° 13′ 47″ E / 41.41944444°N,2.22972222°E                                           |                             |                                        | Modifica les dades a Wikidata |

## conjunt d'edificis
| imatge | Nom                                       | Ubicat a            | instància de                           | Detalls                        | coordenades | Protecció | Commons (més fotos) | Dades a WD                    |
| ------ | ----------------------------------------- | ------------------- | -------------------------------------- | ------------------------------ | --- | --------- | ------------------- | ----------------------------- |
|        | Blocs d'habitatges de La Mina Nova        | Sant Adrià de Besòs | conjunt d'edificis                     | 1970s                          | 41° 25′ 10″ N, 2° 13′ 19″ E / 41.4195799°N,2.222001°E ca:La Mina - Carrer Llevant, 1-27 / Carrer Ponent, 2-12 / carrer Mart 4-24 |           |                     | Modifica les dades a Wikidata |
|        | Eixample del barri de Sant Joan Baptista  | Sant Adrià de Besòs | conjunt d'edificis                     | 20th century                   | 41° 25′ 33″ N, 2° 13′ 38″ E / 41.42571°N,2.22714°E ca:Sant Joan Baptista                                                         |           |                     | Modifica les dades a Wikidata |
|        | Habitatges de l'avinguda Catalunya, 11-13 | Sant Adrià de Besòs | conjunt d'edificis edifici residencial | 1930s                          | 41° 25′ 56″ N, 2° 12′ 59″ E / 41.4321395°N,2.2164595°E ca:Sant Adrià Nord - Avinguda Catalunya                                   |           |                     | Modifica les dades a Wikidata |
|        | Naus de la fàbrica Biscuter               | Sant Adrià de Besòs | conjunt d'edificis                     | 1950                           | 41° 25′ 35″ N, 2° 12′ 41″ E / 41.4264764°N,2.2114411°E ca:La Verneda - Carretera de Mataró, 99 - Polígon industrial de Monsolís  |           |                     | Modifica les dades a Wikidata |
|        | Nucli Antic                               | Sant Adrià de Besòs | conjunt d'edificis                     |                                | 41° 26′ 01″ N, 2° 12′ 51″ E / 41.43374°N,2.2143°E ca:Sant Adrià Nord - Nucli antic                                               |           |                     | Modifica les dades a Wikidata |
|        | nucli de la Verneda                       | Sant Adrià de Besòs | conjunt d'edificis                     | Estil: modernisme català 1920s | 41° 25′ 42″ N, 2° 12′ 40″ E / 41.42838°N,2.21114°E ca:La Verneda                                                                 |           |                     | Modifica les dades a Wikidata |

## creu de terme
| imatge | Nom                                | Ubicat a                       | instància de  | Detalls                                       | coordenades | Protecció                                           | Commons (més fotos)              | Dades a WD                    |
| ------ | ---------------------------------- | ------------------------------ | ------------- | --------------------------------------------- | --- | --------------------------------------------------- | -------------------------------- | ----------------------------- |
|        | creu de terme de Sant Adrià        | Sant Adrià de Besòs Sant Martí | creu de terme | Arquitecte: Josep Maria Pericas i Morros 1944 | 41° 25′ 21″ N, 2° 12′ 40″ E / 41.4224°N,2.21114°E ca:C. Biscaia - C. Concili de Trento                                | bé cultural d'interès local art públic de Barcelona | Creu de terme del carrer Biscaia | Modifica les dades a Wikidata |
|        | creu de terme del carrer Guipúscoa | Sant Adrià de Besòs Sant Martí | creu de terme | 1967                                          | 41° 25′ 30″ N, 2° 12′ 33″ E / 41.425026°N,2.209152°E ca:El Besòs - Cruïlla del carrer Guipúscoa amb el carrer Biscaia | bé cultural d'interès local art públic de Barcelona | Creu de terme de Sant Martí      | Modifica les dades a Wikidata |

## edifici
| imatge | Nom                                    | Ubicat a            | instància de            | Detalls                                  | coordenades | Protecció                   | Commons (més fotos)                   | Dades a WD                    |
| ------ | -------------------------------------- | ------------------- | ----------------------- | ---------------------------------------- | --- | --------------------------- | ------------------------------------- | ----------------------------- |
|        | Ateneu Adrianenc                       | Sant Adrià de Besòs | edifici                 | Estil: noucentisme 1929                  | 41° 25′ 58″ N, 2° 12′ 53″ E / 41.432676°N,2.214856°E ca:Andreu Vidal, 7                                                           | bé cultural d'interès local | Ateneu Adrianenc                      | Modifica les dades a Wikidata |
|        | Centre Cívic La Mina                   | Sant Adrià de Besòs | edifici                 | 1970s                                    | 41° 25′ 09″ N, 2° 13′ 09″ E / 41.419275°N,2.219077°E ca:La Mina - Carrer Venus s/n                                                | bé cultural d'interès local | Centre Cívic la Mina                  | Modifica les dades a Wikidata |
|        | Edifici Viguetas Castilla              | Sant Adrià de Besòs | edifici                 | 1947                                     | 41° 25′ 23″ N, 2° 13′ 49″ E / 41.42314°N,2.23037°E ca:Sant Joan Baptista - Carrer Maristany, 123                                  |                             |                                       | Modifica les dades a Wikidata |
|        | Escola Catalunya                       | Sant Adrià de Besòs | edifici                 | 1983                                     | 41° 25′ 28″ N, 2° 13′ 37″ E / 41.4243667°N,2.2269657°E ca:Sant Joan Baptista - Carrer Lleida, s/n cantonada amb el Carrer Olímpic |                             |                                       | Modifica les dades a Wikidata |
|        | Refugi antiaeri de Sant Adrià de Besòs | Sant Adrià de Besòs | edifici refugi antiaeri | Arquitecte: Joan Maymó i Cabanellas 1938 | 41° 25′ 41″ N, 2° 13′ 24″ E / 41.42818°N,2.22345°E ca:Placeta Francesc Macià                                                      | bé cultural d'interès local | Refugi antiaeri (Sant Adrià de Besòs) | Modifica les dades a Wikidata |

## edifici universitari
| imatge | Nom                                        | Ubicat a            | instància de         | Detalls | coordenades | Protecció | Commons (més fotos)                  | Dades a WD                    |
| ------ | ------------------------------------------ | ------------------- | -------------------- | ------- | --- | --------- | ------------------------------------ | ----------------------------- |
|        | Campus Diagonal-Besòs. Edificis de recerca | Sant Adrià de Besòs | edifici universitari |         | 41° 24′ 54″ N, 2° 13′ 23″ E / 41.415061950683594°N,2.2231578826904297°E ca:Av. d'Eduard Maristany - Campus Diagonal Besós |           |                                      | Modifica les dades a Wikidata |
|        | Campus Diagonal-Besòs. Escola d'Enginyeria | Sant Adrià de Besòs | edifici universitari |         | 41° 24′ 49″ N, 2° 13′ 19″ E / 41.41353988647461°N,2.2220098972320557°E ca:Av. d'Eduard Maristany - Campus Diagonal Besós  |           | Escola d'Enginyeria de Barcelona Est | Modifica les dades a Wikidata |

## element arquitectònic
| imatge | Nom                                                       | Ubicat a            | instància de          | Detalls      | coordenades | Protecció | Commons (més fotos) | Dades a WD                    |
| ------ | --------------------------------------------------------- | ------------------- | --------------------- | ------------ | --- | --------- | ------------------- | ----------------------------- |
|        | Dipòsits d'aigua de les indústries del Carrer Ramon Viñas | Sant Adrià de Besòs | element arquitectònic | 1960         | 41° 25′ 45″ N, 2° 13′ 35″ E / 41.4293°N,2.22633°E ca:Sant Joan Baptista - Carrer d'Arquímedes, 1                                                |           |                     | Modifica les dades a Wikidata |
|        | Grafit Una Mina de color                                  | Sant Adrià de Besòs | element arquitectònic |              | 41° 25′ 09″ N, 2° 13′ 24″ E / 41.41928°N,2.22323°E ca:La Mina - Avinguda de Manuel Fernández Márquez; entre c. de Llevant i c. de Les Estrelles |           |                     | Modifica les dades a Wikidata |
|        | Trencadís de la Mina                                      | Sant Adrià de Besòs | element arquitectònic | 21st century | 41° 25′ 07″ N, 2° 13′ 08″ E / 41.4187351°N,2.2189996°E ca:La Mina - Carrer de Ponent, s/n                                                       |           |                     | Modifica les dades a Wikidata |
|        | Vitrall de Pere Cànovas                                   | Sant Adrià de Besòs | element arquitectònic | 2005         | 41° 25′ 54″ N, 2° 12′ 55″ E / 41.43167°N,2.21516°E ca:Sant Adrià Nord - Plaça Guillermo Vidaña i Haro s/n                                       |           |                     | Modifica les dades a Wikidata |

## església
| imatge | Nom                                         | Ubicat a            | instància de | Detalls                                | coordenades                                                                       | Protecció                   | Commons (més fotos)                                  | Dades a WD                    |
| ------ | ------------------------------------------- | ------------------- | ------------ | -------------------------------------- | --------------------------------------------------------------------------------- | --------------------------- | ---------------------------------------------------- | ----------------------------- |
|        | Mare de Déu de les Neus                     | Sant Adrià de Besòs | església     |                                        | 41° 25′ 04″ N, 2° 13′ 13″ E / 41.41767°N,2.22024°E                                |                             |                                                      | Modifica les dades a Wikidata |
|        | església de Sant Adrià                      | Sant Adrià de Besòs | església     | 1949                                   | 41° 26′ 03″ N, 2° 12′ 51″ E / 41.434055°N,2.214068°E ca:Plaça de l'Església       | bé cultural d'interès local | Església de Sant Adrià (Sant Adrià de Besòs)         | Modifica les dades a Wikidata |
|        | església de Sant Joan Baptista              | Sant Adrià de Besòs | església     | Estil: historicisme arquitectònic 1946 | 41° 25′ 41″ N, 2° 13′ 23″ E / 41.427974°N,2.22304°E ca:Sant Pere, 1               | bé cultural d'interès local | Església de Sant Joan Baptista (Sant Adrià de Besòs) | Modifica les dades a Wikidata |
|        | església de les Santa Juliana i Semproniana | Sant Adrià de Besòs | església     | 1950                                   | 41° 25′ 29″ N, 2° 12′ 37″ E / 41.42477°N,2.21036°E ca:La Verneda - Via Trajana, 1 |                             |                                                      | Modifica les dades a Wikidata |

## font
| imatge | Nom                               | Ubicat a            | instància de | Detalls                          | coordenades                                                                                     | Protecció                   | Commons (més fotos)               | Dades a WD                    |
| ------ | --------------------------------- | ------------------- | ------------ | -------------------------------- | ----------------------------------------------------------------------------------------------- | --------------------------- | --------------------------------- | ----------------------------- |
|        | Estany i font de la placeta Macià | Sant Adrià de Besòs | font         | Estil: noucentisme 1956          | 41° 25′ 41″ N, 2° 13′ 26″ E / 41.427966°N,2.223856°E ca:Placeta Francesc Macià                  | bé cultural d'interès local | Estany i font de la placeta Macià | Modifica les dades a Wikidata |
|        | font de la plaça Andreu Molins    | Sant Adrià de Besòs | font         | Estil: arquitectura popular 1954 | 41° 25′ 57″ N, 2° 12′ 50″ E / 41.4323979°N,2.2138185°E ca:Sant Adrià Nord - Plaça Andreu Molins |                             |                                   | Modifica les dades a Wikidata |

## jardí públic
| imatge | Nom                    | Ubicat a                                                                                                   | instància de | Detalls              | coordenades | Protecció | Commons (més fotos)    | Dades a WD                    |
| ------ | ---------------------- | --- | ------------ | -------------------- | --- | --------- | ---------------------- | ----------------------------- |
|        | Jardí de Can Serra     | Sant Adrià de Besòs                                                                                        | jardí públic |                      | 41° 25′ 41″ N, 2° 12′ 45″ E / 41.4279687°N,2.2125274°E ca:La Catalana - Museu de la Història de la Immigració de Catalunya (MhiC). Carretera de Mataró, 124 |           |                        | Modifica les dades a Wikidata |
|        | Parc Fluvial del Besòs | Montcada i Reixac Santa Coloma de Gramenet Sant Adrià de Besòs Barcelona Nou Barris Sant Andreu Sant Martí | jardí públic | Superfície: 112.92ha | 41° 25′ 49″ N, 2° 12′ 53″ E / 41.43027778°N,2.21472222°E |           | Parc Fluvial del Besòs | Modifica les dades a Wikidata |

## masia
| imatge | Nom         | Ubicat a            | instància de | Detalls                     | coordenades | Protecció                   | Commons (més fotos)              | Dades a WD                    |
| ------ | ----------- | ------------------- | ------------ | --------------------------- | --- | --------------------------- | -------------------------------- | ----------------------------- |
|        | Can Petroli | Sant Adrià de Besòs | masia        | 19th century                | 41° 25′ 23″ N, 2° 12′ 51″ E / 41.423064878259°N,2.21410266656158°E ca:Barri Besòs, - Ronda de Sant Raimon de Penyafort |                             | Can Petroli                      | Modifica les dades a Wikidata |
|        | Can Rigalt  | Sant Adrià de Besòs | masia        | Estil: arquitectura popular | 41° 26′ 00″ N, 2° 12′ 59″ E / 41.4334°N,2.216317°E ca:Av. Pi i Margall / Major                                         | bé cultural d'interès local | Can Rigalt (Sant Adrià de Besòs) | Modifica les dades a Wikidata |
|        | Can Serra   | Sant Adrià de Besòs | masia        |                             | 41° 25′ 42″ N, 2° 12′ 45″ E / 41.428222°N,2.212375°E ca:Crta. Mataró, 124                                              | bé cultural d'interès local | Can Serra (Sant Adrià de Besòs)  | Modifica les dades a Wikidata |

## mobiliari urbà
| imatge | Nom                                          | Ubicat a            | instància de   | Detalls      | coordenades                                                                                          | Protecció | Commons (més fotos) | Dades a WD                    |
| ------ | -------------------------------------------- | ------------------- | -------------- | ------------ | --- | --------- | ------------------- | ----------------------------- |
|        | Bosc de ciment Parc Besòs                    | Sant Adrià de Besòs | mobiliari urbà | 1986         | 41° 25′ 14″ N, 2° 12′ 59″ E / 41.42053°N,2.21629°E ca:El Besòs - Parc Besòs                          |           |                     | Modifica les dades a Wikidata |
|        | Cuc de ciment del Parc Besòs                 | Sant Adrià de Besòs | mobiliari urbà | 1986         | 41° 25′ 16″ N, 2° 13′ 02″ E / 41.42116°N,2.21733°E ca:El Besòs - Parc Besòs                          |           |                     | Modifica les dades a Wikidata |
|        | Element escultòric fàbrica Foneria Dàlia     | Sant Adrià de Besòs | mobiliari urbà | 1962         | 41° 25′ 32″ N, 2° 12′ 30″ E / 41.4256539°N,2.2082251°E ca:La Catalana - Via Trajana, 20              |           |                     | Modifica les dades a Wikidata |
|        | Laminadora                                   | Sant Adrià de Besòs | mobiliari urbà | 20th century | 41° 25′ 43″ N, 2° 13′ 26″ E / 41.42866°N,2.22391°E ca:Sant Joan Baptista - Plaça de la Siderúrgia    |           |                     | Modifica les dades a Wikidata |
|        | Trencadís de la Plaça de Joan Rovira i Costa | Sant Adrià de Besòs | mobiliari urbà |              | 41° 26′ 02″ N, 2° 12′ 49″ E / 41.43391°N,2.21372°E ca:Sant Adrià Nord - Plaça de Joan Rovira i Costa |           |                     | Modifica les dades a Wikidata |

## monument
| imatge | Nom                                                                 | Ubicat a            | instància de            | Detalls                                    | coordenades | Protecció                   | Commons (més fotos)                             | Dades a WD                    |
| ------ | ------------------------------------------------------------------- | ------------------- | ----------------------- | ------------------------------------------ | --- | --------------------------- | ----------------------------------------------- | ----------------------------- |
|        | Monument 'Curiosament el Riu Besòs Parteix el Nostre Poble En Dos'. | Sant Adrià de Besòs | monument                | 2009                                       | 41° 25′ 32″ N, 2° 13′ 08″ E / 41.42569°N,2.21883°E ca:La Catalana - Avinguda de la Catalana                                    |                             |                                                 | Modifica les dades a Wikidata |
|        | Monument Olímpic                                                    | Sant Adrià de Besòs | monument                | 1968                                       | 41° 25′ 35″ N, 2° 13′ 17″ E / 41.42639°N,2.2213861°E ca:Sant Joan Baptista - Carrer Olímpic s/n                                |                             |                                                 | Modifica les dades a Wikidata |
|        | Monument a Camarón de la Isla                                       | Sant Adrià de Besòs | monument                | 1997                                       | 41° 25′ 10″ N, 2° 13′ 19″ E / 41.4193425°N,2.2218159°E ca:La Mina - Passeig José Monje Cruz 'Camarón'                          |                             |                                                 | Modifica les dades a Wikidata |
|        | Monument a Francesc Macià                                           | Sant Adrià de Besòs | monument                | Creador: Carolina Coma-Cros 1986           | 41° 25′ 41″ N, 2° 13′ 26″ E / 41.428006°N,2.223779°E ca:Sant Joan Baptista - Placeta de Francesc Macià                         | bé cultural d'interès local | Monument a Macià (Sant Adrià de Besòs)          | Modifica les dades a Wikidata |
|        | Monument a l'Associacionisme de Sant Adrià                          | Sant Adrià de Besòs | monument                | 2012                                       | 41° 25′ 31″ N, 2° 13′ 12″ E / 41.42526°N,2.2199°E ca:La Catalana - Av. de La Catalana, s/n                                     |                             |                                                 | Modifica les dades a Wikidata |
|        | Monument a la Sardana                                               | el Besòs            | monument                | 1971                                       | 41° 25′ 16″ N, 2° 12′ 53″ E / 41.42111111111111°N,2.214722222222222°E ca:El Besòs - Plaça Josep Tarradellas                    |                             |                                                 | Modifica les dades a Wikidata |
|        | Monument al 25 d'octubre de 1990                                    | Sant Adrià de Besòs | monument                | 20th century                               | 41° 25′ 13″ N, 2° 12′ 53″ E / 41.42018°N,2.21484°E ca:El Besòs - Plaça de la Palmera (Carrer de Goya, s/n).                    |                             |                                                 | Modifica les dades a Wikidata |
|        | Monument de la XXVIII Trobada Mundial de Penyes del Barça           | Sant Adrià de Besòs | monument                | 2004                                       | 41° 25′ 46″ N, 2° 13′ 06″ E / 41.42943°N,2.21831°E ca:Sant Adrià Nord - Jardins de les Madres de la Plaza de Mayo              |                             |                                                 | Modifica les dades a Wikidata |
|        | Monument en homenatge a Dani Jarque                                 | Sant Adrià de Besòs | monument                | 2012                                       | 41° 25′ 34″ N, 2° 12′ 43″ E / 41.4262069°N,2.2118904°E ca:La Catalana - Ciutat Esportiva Dani Jarque - Ctra. De Mataró, 76-122 |                             |                                                 | Modifica les dades a Wikidata |
|        | Parapet dels executats                                              | Sant Adrià de Besòs | monument mobiliari urbà | 2019 Estat: bon estat Llarg: 55m Alt: 3.5m | 41° 24′ 46″ N, 2° 13′ 25″ E / 41.41271501899406°N,2.223729404325074°E ca:La Mina - Parc Fòrum 16 msnm                          |                             | Parapet dels executats                          | Modifica les dades a Wikidata |
|        | monument a Lluís Companys                                           | Sant Adrià de Besòs | monument                | 1988                                       | 41° 25′ 41″ N, 2° 13′ 29″ E / 41.428006°N,2.224599°E ca:Parc de Lluís Companys (Av. de la Platja - c. Pi i Gibert) 6 msnm      | bé cultural d'interès local | Monument a Lluís Companys (Sant Adrià de Besòs) | Modifica les dades a Wikidata |

## nucli de població
| imatge | Nom                   | Ubicat a            | instància de      | Detalls                                      | coordenades                                                       | Protecció | Commons (més fotos)                      | Dades a WD                    |
| ------ | --------------------- | ------------------- | ----------------- | -------------------------------------------- | ----------------------------------------------------------------- | --------- | ---------------------------------------- | ----------------------------- |
|        | Sant Adrià Nord       | Sant Adrià de Besòs | nucli de població |                                              | 41° 25′ 53″ N, 2° 13′ 01″ E / 41.431477°N,2.216994°E              |           | Sant Adrià Nord                          | Modifica les dades a Wikidata |
|        | Sant Joan Baptista    | Sant Adrià de Besòs | nucli de població |                                              | 41° 25′ 38″ N, 2° 13′ 26″ E / 41.42736°N,2.22377°E                |           | Sant Joan Baptista (Sant Adrià de Besòs) | Modifica les dades a Wikidata |
|        | Via Trajana-Montsolís | Sant Adrià de Besòs | nucli de població |                                              | 41° 25′ 46″ N, 2° 12′ 35″ E / 41.4294°N,2.2097194444444°E         |           | Via Trajana-Montsolís                    | Modifica les dades a Wikidata |
|        | el Besòs              | Sant Adrià de Besòs | nucli de població | Anomenat per: Besòs                          | 41° 25′ 17″ N, 2° 12′ 55″ E / 41.421277777778°N,2.2153888888889°E |           | El Besòs (barri de Sant Adrià)           | Modifica les dades a Wikidata |
|        | la Catalana           | Sant Adrià de Besòs | nucli de població | Anomenat per: Central tèrmica de La Catalana | 41° 25′ 27″ N, 2° 13′ 12″ E / 41.424056°N,2.219917°E              |           | La Catalana (Sant Adrià de Besòs)        | Modifica les dades a Wikidata |
|        | la Mina               | Sant Adrià de Besòs | nucli de població | 10930 hab Superfície: 727497.72m²            | 41° 24′ 53″ N, 2° 13′ 13″ E / 41.41460556°N,2.22013889°E          |           | La Mina (barri de Sant Adrià de Besòs)   | Modifica les dades a Wikidata |

## obra escultòrica
| imatge | Nom                 | Ubicat a                                                       | instància de              | Detalls | coordenades                                                                                                  | Protecció               | Commons (més fotos) | Dades a WD                    |
| ------ | ------------------- | -------------------------------------------------------------- | ------------------------- | ------- | --- | ----------------------- | ------------------- | ----------------------------- |
|        | Record d'un mal son | Sant Adrià de Besòs                                            | obra escultòrica          |         | 41° 25′ 42″ N, 2° 12′ 44″ E / 41.428202°N,2.212342°E                                                         | art públic de Barcelona |                     | Modifica les dades a Wikidata |
|        | Xemeneia solitària  | Barcelona Sant Martí el Besòs i el Maresme Sant Adrià de Besòs | obra escultòrica xemeneia | 2009    | 41° 24′ 45″ N, 2° 13′ 27″ E / 41.41259452259157°N,2.2242610851356113°E ca:Plaça Ernest Lluch (recinte Fòrum) | art públic de Barcelona | Xemeneia solitària  | Modifica les dades a Wikidata |

## parada de tramvia
| imatge | Nom                              | Ubicat a            | instància de      | Detalls                            | coordenades                                                       | Protecció | Commons (més fotos) | Dades a WD                    |
| ------ | -------------------------------- | ------------------- | ----------------- | ---------------------------------- | ----------------------------------------------------------------- | --------- | ------------------- | ----------------------------- |
|        | Estació d'Encants de Sant Adrià  | Sant Adrià de Besòs | parada de tramvia |                                    | 41° 25′ 51″ N, 2° 13′ 23″ E / 41.4309°N,2.2231027777778°E         |           |                     | Modifica les dades a Wikidata |
|        | Estació de Campus Diagonal-Besòs | Sant Adrià de Besòs | parada de tramvia |                                    | 41° 24′ 55″ N, 2° 13′ 23″ E / 41.415302777778°N,2.2229888888889°E |           |                     | Modifica les dades a Wikidata |
|        | Estació de Parc del Besòs        | Sant Adrià de Besòs | parada de tramvia | Anomenat per: Parc del Besòs       | 41° 25′ 10″ N, 2° 13′ 03″ E / 41.419425°N,2.2176166666667°E       |           |                     | Modifica les dades a Wikidata |
|        | Estació de Port Fòrum            | Sant Adrià de Besòs | parada de tramvia | Anomenat per: Port Fòrum Barcelona | 41° 25′ 08″ N, 2° 13′ 34″ E / 41.418844444444°N,2.2261861111111°E |           |                     | Modifica les dades a Wikidata |
|        | Estació de Sant Adrià            | Sant Adrià de Besòs | parada de tramvia | Anomenat per: Sant Adrià de Besòs  | 41° 25′ 27″ N, 2° 13′ 50″ E / 41.424119°N,2.230536°E              |           |                     | Modifica les dades a Wikidata |
|        | Estació de Sant Joan Baptista    | Sant Adrià de Besòs | parada de tramvia | Anomenat per: Sant Joan Baptista   | 41° 25′ 39″ N, 2° 13′ 31″ E / 41.427366666667°N,2.2254027777778°E |           |                     | Modifica les dades a Wikidata |
|        | Estació de la Catalana           | Sant Adrià de Besòs | parada de tramvia | Anomenat per: la Catalana          | 41° 25′ 21″ N, 2° 13′ 19″ E / 41.422636111111°N,2.2219722222222°E |           |                     | Modifica les dades a Wikidata |
|        | Estació de la Mina               | Sant Adrià de Besòs | parada de tramvia | Anomenat per: la Mina              | 41° 25′ 06″ N, 2° 13′ 15″ E / 41.41835°N,2.2209222222222°E        |           |                     | Modifica les dades a Wikidata |
|        | Sant Roc                         | Sant Adrià de Besòs | parada de tramvia | Anomenat per: Sant Roc             | 41° 26′ 07″ N, 2° 13′ 39″ E / 41.435156°N,2.2275°E                |           |                     | Modifica les dades a Wikidata |

## platja
| imatge | Nom                  | Ubicat a            | instància de                                | Detalls                 | coordenades                                                              | Protecció | Commons (més fotos)                      | Dades a WD                    |
| ------ | -------------------- | ------------------- | ------------------------------------------- | ----------------------- | ------------------------------------------------------------------------ | --------- | ---------------------------------------- | ----------------------------- |
|        | platja de Sant Adrià | Sant Adrià de Besòs | platja                                      |                         | 41° 25′ 01″ N, 2° 13′ 54″ E / 41.4169°N,2.23177°E ca:Sant Adrià de Besòs |           | Beaches of Sant Adrià de Besòs           | Modifica les dades a Wikidata |
|        | platja del Fórum     | Sant Adrià de Besòs | platja platja urbana platja d'arena daurada | Llarg: 460m Ample: 102m | 41° 25′ 04″ N, 2° 13′ 55″ E / 41.417899999675°N,2.2318999999865°E        |           | Platja del Fòrum                         | Modifica les dades a Wikidata |
|        | platja del Litoral   | Sant Adrià de Besòs | platja                                      |                         | 41° 25′ 19″ N, 2° 14′ 02″ E / 41.421955°N,2.233832°E                     |           | Platja del Litoral (Sant Adrià de Besòs) | Modifica les dades a Wikidata |

## plaça
| imatge | Nom                 | Ubicat a            | instància de | Detalls      | coordenades                                                                                 | Protecció | Commons (més fotos) | Dades a WD                    |
| ------ | ------------------- | ------------------- | ------------ | ------------ | ------------------------------------------------------------------------------------------- | --------- | ------------------- | ----------------------------- |
|        | plaça de Dalt       | Sant Adrià de Besòs | plaça        |              | 41° 26′ 03″ N, 2° 12′ 51″ E / 41.4342711°N,2.2142842°E ca:Sant Adrià Nord - Plaça de Dalt   |           |                     | Modifica les dades a Wikidata |
|        | plaça de l'Església | Sant Adrià de Besòs | plaça        | 1927         | 41° 26′ 02″ N, 2° 12′ 51″ E / 41.43379°N,2.21421°E ca:Sant Adrià Nord - Plaça de l'Església |           |                     | Modifica les dades a Wikidata |
|        | plaça de la Palmera | Sant Adrià de Besòs | plaça        | 20th century | 41° 25′ 12″ N, 2° 12′ 54″ E / 41.4201109°N,2.2149253°E ca:El Besòs - Carrer Goya, s/n       |           |                     | Modifica les dades a Wikidata |

## polígon industrial
| imatge | Nom                             | Ubicat a            | instància de       | Detalls | coordenades                                                         | Protecció | Commons (més fotos) | Dades a WD                    |
| ------ | ------------------------------- | ------------------- | ------------------ | ------- | ------------------------------------------------------------------- | --------- | ------------------- | ----------------------------- |
|        | Polígon industrial El Sot       | Sant Adrià de Besòs | polígon industrial |         | 41° 25′ 44″ N, 2° 13′ 48″ E / 41.4290100718084°N,2.23012818611769°E |           |                     | Modifica les dades a Wikidata |
|        | Polígon industrial La Verneda   | Sant Adrià de Besòs | polígon industrial |         | 41° 25′ 33″ N, 2° 12′ 17″ E / 41.4257120893976°N,2.20478390375299°E |           |                     | Modifica les dades a Wikidata |
|        | Polígon industrial de Montsolís | Sant Adrià de Besòs | polígon industrial |         | 41° 25′ 50″ N, 2° 12′ 31″ E / 41.4304673444683°N,2.20860365278164°E |           |                     | Modifica les dades a Wikidata |

## pont
| imatge | Nom                                       | Ubicat a            | instància de           | Detalls                                                  | coordenades | Protecció                   | Commons (més fotos)                       | Dades a WD                    |
| ------ | ----------------------------------------- | ------------------- | ---------------------- | -------------------------------------------------------- | --- | --------------------------- | ----------------------------------------- | ----------------------------- |
|        | Pont de Cristòfol de Moura                | Sant Adrià de Besòs | pont                   | 1987 1989 Travessa: Besòs                                | 41° 25′ 27″ N, 2° 13′ 25″ E / 41.42412°N,2.22368°E ca:Sant Joan Baptista i La Catalana - Entre el carrer Olímpic i d'Antonio Machado 8 msnm | bé cultural d'interès local | Pont de Cristòfol de Moura                | Modifica les dades a Wikidata |
|        | Pont de l'Avinguda de les Corts Catalanes | Sant Adrià de Besòs | pont                   | Travessa: Besòs                                          | 41° 25′ 36″ N, 2° 13′ 09″ E / 41.426647377651165°N,2.2192168235778813°E                                                                     |                             | Pont de l'avinguda de les Corts Catalanes | Modifica les dades a Wikidata |
|        | Pont dels Molls                           | Sant Adrià de Besòs | pont pont de vianants  | Travessa: Port Fòrum Barcelona                           | 41° 24′ 49″ N, 2° 13′ 44″ E / 41.4135623050512°N,2.22879101734094°E                                                                         |                             | Pont dels Molls                           | Modifica les dades a Wikidata |
|        | pont de l'avinguda d'Eduard Maristany     | Sant Adrià de Besòs | pont                   | 2004 Travessa: Besòs Hi passa: Línia T4                  | 41° 25′ 18″ N, 2° 13′ 43″ E / 41.421691765463294°N,2.228658199310303°E                                                                      |                             | Pont de l'avinguda d'Eduard Maristany     | Modifica les dades a Wikidata |
|        | pont dels Passadors                       | Sant Adrià de Besòs | pont pont de carretera | 1944 1942 Travessa: Besòs Hi passa: N-2 Estat: bon estat | 41° 25′ 50″ N, 2° 12′ 49″ E / 41.43057298375438°N,2.213734388351441°E ca:Sant Adrià Nord - Antiga Carretera de Mataró, N-II 13 msnm         |                             | Pont dels Passadors                       | Modifica les dades a Wikidata |
|        | ponts de la C-31 sobre el Besòs           | Sant Adrià de Besòs | pont                   | Travessa: Besòs Hi passa: C-31                           | 41° 25′ 37″ N, 2° 13′ 07″ E / 41.427081780169885°N,2.218626737594605°E                                                                      |                             | Ponts de la C-31 sobre el el Besòs        | Modifica les dades a Wikidata |

## xemeneia de fàbrica
| imatge | Nom                                                | Ubicat a            | instància de                              | Detalls                                                             | coordenades | Protecció                   | Commons (més fotos)         | Dades a WD                    |
| ------ | -------------------------------------------------- | ------------------- | ----------------------------------------- | ------------------------------------------------------------------- | --- | --------------------------- | --------------------------- | ----------------------------- |
|        | Xemeneia camí de la Verneda                        | Sant Adrià de Besòs | xemeneia de fàbrica                       | Estil: arquitectura popular 20th century                            | 41° 25′ 32″ N, 2° 12′ 24″ E / 41.42569°N,2.20675°E ca:La Verneda - Camí de La Verneda, 1                        |                             |                             | Modifica les dades a Wikidata |
|        | Xemeneies de Schott Solar                          | Sant Adrià de Besòs | xemeneia de fàbrica element arquitectònic | Estil: arquitectura popular 18th century Anomenat per: Schott Solar | 41° 25′ 41″ N, 2° 13′ 36″ E / 41.428°N,2.22653°E ca:Sant Joan Baptista - Carrer Pi i Gibert, 1                  |                             | Xemeneies de Schott Solar   | Modifica les dades a Wikidata |
|        | xemeneia de l'antiga fàbrica CELO                  | Sant Adrià de Besòs | xemeneia de fàbrica                       | 1951                                                                | 41° 25′ 41″ N, 2° 13′ 39″ E / 41.427997°N,2.22747°E ca:Sant Joan Baptista - Carrer de la Torrassa s/n           | bé cultural d'interès local | Chimney of C.E.L.O. factory | Modifica les dades a Wikidata |
|        | xemeneia del Carrer de la Mare de Déu de Covadonga | Sant Adrià de Besòs | xemeneia de fàbrica                       | 20th century                                                        | 41° 25′ 59″ N, 2° 12′ 33″ E / 41.43309°N,2.20921°E ca:La Verneda - Carrer de la Mare de Déu de Covadonga, 78-82 |                             |                             | Modifica les dades a Wikidata |
|        | xemeneia del carrer Guipúscoa                      | Sant Adrià de Besòs | xemeneia de fàbrica                       |                                                                     | 41° 25′ 36″ N, 2° 12′ 40″ E / 41.42665°N,2.2111°E ca:La Verneda - Carretera de Mataró, 107                      |                             |                             | Modifica les dades a Wikidata |

## Misc
| imatge | Nom                                            | Ubicat a | instància de                                                     | Detalls                                                                                         | coordenades | Protecció                   | Commons (més fotos)                        | Dades a WD                    |
| ------ | ---------------------------------------------- | --- | ---------------------------------------------------------------- | ----------------------------------------------------------------------------------------------- | --- | --------------------------- | ------------------------------------------ | ----------------------------- |
|        | Bassa de Can Serra                             | Sant Adrià de Besòs | bassa                                                            | 19th century                                                                                    | 41° 25′ 41″ N, 2° 12′ 46″ E / 41.4280114°N,2.2126709°E ca:La Verneda - Museu de la Història de la Immigració de Catalunya (MhiC). Carretera de Mataró, 124 |                             |                                            | Modifica les dades a Wikidata |
|        | Besòs                                          | província de Barcelona Vallès Oriental Vallès Occidental Barcelonès                                                              | curs d'aigua riu principal                                       | Desemboca: mar Mediterrània Llarg: 17.7km Conca: 1038.31km²                                     | 41° 32′ 47″ N, 2° 15′ 02″ E / 41.5463°N,2.2506°E 41° 25′ 07″ N, 2° 13′ 59″ E / 41.4187°N,2.2331°E 16 msnm                                                  |                             | Besòs River                                | Modifica les dades a Wikidata |
|        | Bosc de les Columnes (El Bosc Encantat)        | Sant Adrià de Besòs | mural                                                            |                                                                                                 | 41° 25′ 52″ N, 2° 13′ 23″ E / 41.43111801147461°N,2.222999095916748°E ca:Av. Corts Catalanes                                                               |                             |                                            | Modifica les dades a Wikidata |
|        | Campus Diagonal-Besòs. Residència d'estudiants | Sant Adrià de Besòs | edifici residencial                                              |                                                                                                 | 41° 24′ 54″ N, 2° 13′ 27″ E / 41.414886474609375°N,2.224263906478882°E ca:Av. de Francesc Botey, 51                                                        |                             |                                            | Modifica les dades a Wikidata |
|        | Costa de Barcelona                             | Barcelona la Barceloneta Sant Martí Sant Adrià de Besòs                                                                          | indret                                                           |                                                                                                 | 41° 22′ 50″ N, 2° 11′ 40″ E / 41.38055556°N,2.19444444°E                                                                                                   |                             |                                            | Modifica les dades a Wikidata |
|        | El raïl del Tramvia de Foc                     | Sant Adrià de Besòs | infraestructura ferroviària                                      | 1884                                                                                            | 41° 25′ 38″ N, 2° 12′ 42″ E / 41.42735°N,2.2118°E ca:Carretera de Mataró                                                                                   | bé cultural d'interès local | El raïl del Tramvia de Foc                 | Modifica les dades a Wikidata |
|        | Escut episcopal                                | Sant Adrià de Besòs | escut d'armes                                                    |                                                                                                 | 41° 26′ 02″ N, 2° 12′ 51″ E / 41.433923°N,2.214123°E | bé cultural d'interès local | Escut episcopal (Sant Adrià de Besòs)      | Modifica les dades a Wikidata |
|        | Estació de Sant Adrià de Besòs                 | Sant Adrià de Besòs | estació de ferrocarril estació en superfície                     | Anomenat per: Sant Adrià de Besòs                                                               | 41° 25′ 28″ N, 2° 13′ 50″ E / 41.42447222222222°N,2.230472222222222°E 5 msnm                                                                               |                             | Sant Adrià de Besòs train station          | Modifica les dades a Wikidata |
|        | Estació de Verneda                             | Sant Adrià de Besòs | estació de metro estació soterrada                               | 1985                                                                                            | 41° 25′ 46″ N, 2° 12′ 35″ E / 41.4294°N,2.20972°E |                             | Verneda metrostation                       | Modifica les dades a Wikidata |
|        | Fites del Pont del Passadors                   | Sant Adrià de Besòs | fita punt quilomètric                                            | 19th century                                                                                    | 41° 25′ 54″ N, 2° 12′ 54″ E / 41.43158°N,2.21493°E ca:Sant Adrià Nord - Av Pi i Margall (antiga Carretera de Mataró, N-II)                                 |                             |                                            | Modifica les dades a Wikidata |
|        | Fàbrica Polydor                                | Sant Adrià de Besòs | edifici industrial edifici públic edifici Ús: biblioteca pública | Arquitecte: Lluís Bonet i Garí Estil: racionalisme arquitectònic arquitectura moderna 1930 1931 | 41° 25′ 53″ N, 2° 12′ 54″ E / 41.43138122558594°N,2.21504807472229°E ca:Av. Pi i Margall / Ricart                                                          | bé cultural d'interès local | Fàbrica Polydor                            | Modifica les dades a Wikidata |
|        | La Central del Circ                            | Sant Adrià de Besòs | centre cultural residència creativa                              | 2015                                                                                            | 41° 24′ 41″ N, 2° 13′ 27″ E / 41.4112604°N,2.2242808°E |                             |                                            | Modifica les dades a Wikidata |
|        | Museu d'Història de la Immigració de Catalunya | Sant Adrià de Besòs | museu d'immigració                                               | 2004                                                                                            | |                             | Can Serra (Sant Adrià de Besòs)            | Modifica les dades a Wikidata |
|        | Parc d'esculls submarins                       | Sant Adrià de Besòs | escull                                                           | 2017                                                                                            | 41° 25′ 30″ N, 2° 14′ 19″ E / 41.42505°N,2.23849°E ca:Platja Sant Adrià marge esquerra                                                                     |                             |                                            | Modifica les dades a Wikidata |
|        | Parc del Besòs                                 | Sant Adrià de Besòs | parc                                                             | 1984                                                                                            | 41° 25′ 16″ N, 2° 13′ 04″ E / 41.420992°N,2.217704°E ca:El Besòs - Carrer Cristòfol de Moura s/n                                                           | bé cultural d'interès local | Parc del Besòs                             | Modifica les dades a Wikidata |
|        | Pequín                                         | Sant Martí Sant Adrià de Besòs                                                                                                   | barri                                                            |                                                                                                 | 41° 24′ 55″ N, 2° 13′ 25″ E / 41.41524722°N,2.22372222°E                                                                                                   |                             | Pequín (Barcelona)                         | Modifica les dades a Wikidata |
|        | Portada gòtica del convent del Carme           | Sant Adrià de Besòs | portal                                                           | Estil: arquitectura gòtica                                                                      | 41° 25′ 45″ N, 2° 12′ 45″ E / 41.429155°N,2.212565°E ca:Av. Pi i Margall                                                                                   | bé cultural d'interès local | Portal of Convent del Carme                | Modifica les dades a Wikidata |
|        | Pèrgola fotovoltaica del Fòrum                 | Sant Adrià de Besòs | pèrgola                                                          | 2004                                                                                            | 41° 24′ 41″ N, 2° 13′ 41″ E / 41.4114495°N,2.2279501°E ca:Parc del Fòrum                                                                                   |                             | Photovoltaic power station of El Forum     | Modifica les dades a Wikidata |
|        | Ronda del Litoral                              | Cornellà de Llobregat l'Hospitalet de Llobregat Barcelona Sant Adrià de Besòs Sants-Montjuïc Ciutat Vella Sant Martí Sant Andreu | autovia                                                          | 1981 Llarg: 20km Anomenat per: zona litoral                                                     | 41° 25′ 16″ N, 2° 13′ 20″ E / 41.42111111°N,2.22222222°E                                                                                                   |                             | Ronda Litoral                              | Modifica les dades a Wikidata |
|        | Sant Adrià de Besòs                            | Sant Adrià de Besòs | entitat singular de població capital municipal                   | 38672 hab                                                                                       | 41° 26′ 03″ N, 2° 12′ 52″ E / 41.43402794°N,2.21447569°E 15 msnm                                                                                           |                             |                                            | Modifica les dades a Wikidata |
|        | Sèquia Madriguera                              | Sant Adrià de Besòs | séquia                                                           | Estil: historicisme arquitectònic Estat: enderrocat o destruït                                  | 41° 25′ 32″ N, 2° 12′ 24″ E / 41.42542°N,2.20656°E ca:La Verneda - Camí de La Verneda                                                                      |                             |                                            | Modifica les dades a Wikidata |
|        | Zona de Baixes Emissions Rondes Barcelona      | Barcelona l'Hospitalet de Llobregat Sant Adrià de Besòs Esplugues de Llobregat Cornellà de Llobregat                             | ubicació geogràfica                                              | Superfície: 95km²                                                                               | |                             | Zona de Baixes Emissions Rondes Barcelona  | Modifica les dades a Wikidata |
|        | casa consistorial de Sant Adrià de Besòs       | Sant Adrià de Besòs | casa consistorial                                                |                                                                                                 | 41° 25′ 48″ N, 2° 13′ 04″ E / 41.4300974°N,2.2178368°E |                             | Town hall of Sant Adrià de Besòs           | Modifica les dades a Wikidata |
|        | cases del carrer Prat                          | Sant Adrià de Besòs | conjunt urbà                                                     |                                                                                                 | 41° 25′ 42″ N, 2° 12′ 40″ E / 41.42842483520508°N,2.211132049560547°E ca:Prat                                                                              |                             |                                            | Modifica les dades a Wikidata |
|        | desembocadura del Besòs                        | Sant Adrià de Besòs | desembocadura                                                    |                                                                                                 | 41° 25′ 08″ N, 2° 13′ 59″ E / 41.418996590330664°N,2.233008742332459°E                                                                                     |                             | Mouth of Besòs                             | Modifica les dades a Wikidata |
|        | mar Mediterrània                               | | mar interior mar mediterrani conca hidrogràfica                  | Superfície: 2500000km² Profunditat: 5267 1541m Volum: 3839000km³                                | 38° N, 17° E / 38°N,17°E 0 msnm |                             | Mediterranean Sea                          | Modifica les dades a Wikidata |
|        | pont del Ferrocarril                           | Sant Adrià de Besòs | pont ferroviari                                                  | 1963 Travessa: Besòs Hi passa: línia Barcelona - Mataró - Maçanet Massanes Llarg: 141m          | 41° 25′ 19″ N, 2° 13′ 42″ E / 41.42185266790317°N,2.228357791900635°E                                                                                      |                             | Pont del Ferrocarril (Sant Adrià de Besòs) | Modifica les dades a Wikidata |
|        | rellotge de l'avinguda de Maristany            | Sant Adrià de Besòs | rellotge element arquitectònic                                   | 20th century                                                                                    | 41° 25′ 28″ N, 2° 13′ 48″ E / 41.42433°N,2.23005°E ca:Sant Joan Baptista - Avinguda d'Eduard Maristany, 79-83                                              |                             | Rellotge de l'avinguda de Maristany        | Modifica les dades a Wikidata |
|        | rellotge de sol                                | Sant Adrià de Besòs | rellotge de sol element arquitectònic                            | 1990                                                                                            | 41° 25′ 44″ N, 2° 13′ 06″ E / 41.42884°N,2.21821°E ca:Sant Adrià Nord - Carrer de Maragall, núm. 24, 1r pis, xamfrà amb La Rambleta.                       |                             |                                            | Modifica les dades a Wikidata |